# 기타군마군

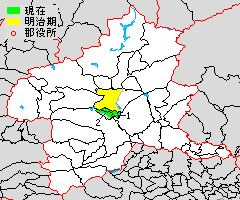
기타군마 군의 위치

기타군마군(일본어: 北群馬郡, きたぐんまぐん)은 일본 군마현에 있는 군이다.
인구 36,819명, 면적 48.38km², 인구밀도 761명/km².(2025년 3월 1일, 추계인구)
이하 1정 1촌으로 설치되어 있다.
- 요시오카정(吉岡町)
- 신토촌(榛東村)

## 군역
1949년 발족 당시의 군역은 현재의 행정 구역으로 대체로 아래에 해당한다.
- 시부카와시(일부)
- 요시오카정(전역)
- 신토촌(일부)

## 역사

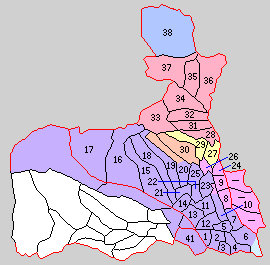
27.고마요세촌 28.후루마키촌 29.메이지촌 30.모모노이촌 31.도요아키촌 32.시부카와정 33.이카호정 34.가나시마촌 35.나가오촌 36.시로사토이촌 37.오노가미촌 (빨강:시부카와시 노랑:요시오카정 등색:신토촌 38은 아가쓰마군 다카야마촌, 1~26과 41은 군마군(2차)

- 1949년 10월 1일 - 군마군 가운데 아래의 구역을 가지고 기타군마군을 설치.(2정 9촌)
  - 고마요세촌(駒寄村): 현 요시오카정
  - 후루마키촌(古巻村): 현 시부카와시
  - 메이지촌(明治村): 현 요시오카정
  - 모모노이촌(桃井村): 현 신토촌
  - 도요아키촌(豊秋村), 시부카와정(渋川町), 이카호정(伊香保町), 가나시마촌(金島村), 나가오촌(長尾村), 시로사토이촌(白郷井村), 오노가미촌(小野上村): 현 시부카와시
- 1954년 4월 1일 - 시부카와정·가나시마촌·후루마키촌·요아키촌이 합병하여 시부카와시(渋川市)가 발족, 군에서 이탈.(1정 6촌)
- 1955년 4월 1일 - 고마요세촌·메이지촌이 합병하여 요시오카촌(吉岡村)이 발족.(1정 5촌)
- 1957년 3월 30일 - 모모노이촌과 군마군 소마촌의 일부가 합병하여, 새로이 모모노이촌이 발족.
- 1959년
  - 4월 1일 - 군마군 미사토정의 일부가 모모노이촌에 편입.
  - 8월 1일 - 모모노이촌이 신토촌(榛東村)으로 개칭.
- 1960년 9월 1일 - 나가오촌·시로사토이촌이 합병하여 고모치촌(子持村)이 발족.(1정 4촌)
- 1991년 4월 1일 - 요시오카촌이 정제 시행으로 요시오카정(吉岡町)이 됨.(2정 3촌)
- 2006년 2월 20일 - 이카호정·고모치촌·오노가미촌이 시부카와시 및 세타군 기타타치바나촌·아카기촌과 합병하여, 새로이 시부카와시가 발족, 군에서 이탈.(1정 1촌)